# موسکویت
موسکویت  (به انگلیسی: Muscovite) با فرمول شیمیایی KAl2[(OHF)2-AlSi3O10] از مجموعه کانی هاست و به صورت فلس‌های قابل انعطاف و قابل ارتجاع - از انواع آن هیدروموسکویت، فنژیت(Phengite)، ماری پوزیت(Mariposite) وفوشیست (Fuchsite) می‌باشد که میزان K,H2O,Cr2O۳ در آن‌ها متغیر است. از کلمه Moscou گرفته شده‌است. در اسیدها نامحلول است. از کانیهای مشابه آن سایر میکاها هستند. ترکیب شیمیائی پیچیده و متغیر سبز - زرد رنگ اثر خط:سفید برای اولین بار در چک اسلواکی کشف شد و از نظر شکل بلور: پهن و کوتاه - منشورهای، رنگ: سفید - خاکستری - سفید نقره‌ای - متمایل به قهوه‌ای - متمایل به سبز -، شفافیت: شفاف - نیمه شفاف، جلا: صدفی - شیشه‌ای - ابریشمی، رخ: عالی- مطابق با، سیستم تبلور: مونوکلینیک و در رده‌بندی سیلیکات است و منشأ تشکیل آن ماگمایی - پگماتیتی - هیدروترمال - است.
همایند کانی‌شناسی (پارانژ) آن فلدسپات- بیوتیت- کوارتز و غیرهدگرگونیهرمیاستفاده می‌شود. است
کاربرد آن: در صنایع الکترونیک - برای ایزولاسیون و سرامیک و غیره نیز، از نظر ژیزمان بلوری - اگرگاتهای فلسی - دانه‌ای - توده‌ای - کریپتوکریستالین بسیار فراوان است و بیشتر با بلورهای بزرگ و زیبا در پگماتیتهای نروژ، سوئد، روسیه، آلمان و اتریش، در هندوستان بلورهای ورقه‌ای آن تا ۵ متر مربع و تا ۸۰ تن یافت شده‌است یافت می‌شود.
موسکوویت (که همچنین با نام‌های میکای رایج،سریشم یا پتاس میکا هم شناخته می‌شود) یک مادهٔ معدنی فیلوسیلیکات آلومنیوم و پتاسیم با فرمول KAl2(AlSi3O10)(F,OH)2 یا (KF)2(Al2O3)(SiO2)6(H2O) می‌باشد.موسکوویت رخ بسیار بارز، قابل ملاحظه وورقه‌ای دارد که معمولاً ً قابلیت الاستیک دارد.ورقه‌هایی از موسکوویت به مساحت 5*3 متر در نلور هند یافت شده‌است.
سختی موس موسکوویت بین 2 تا 2.25 است.وزن مخصوص موسکوویت بین 2.76 تا 3 است.می تواند بی رنگ،خاکستری،قهوه‌ای سبز،زرد (و به ندرت) بنفش یا قرمز باشد.این کانی ناهمسانگرد است.سیستم تبلور منوکلینیک دارد.موسکوویت‌های سبز و غنی از کروم را با نام فوشیت می شناسند.ماریپوزیت هم یکی دیگر از موسکوویت‌های غنی از کروم است.
موسکوویت رایج‌ترین میکایی است که در گرانیت‌های ،پگماتیت ها،گنایس‌ها و شیست‌ها یافت می‌شوند.همچنین موسکوویت به عنوان یک سنگ دگرگونی تماس (a contact metamorphic rock) یا به عنوان یک مادهٔ معدنی ثانویهٔ ناشی از تغییر (Alteration) توپاز،فلدسپار وکینایت هم شناخته می‌شود.در پگماتیت‌ها معمولاً ً موسکوویت در ورقه‌های عظیم تجاری ِ با ارزش یافت می‌شوند.موسکوویت برای تولید مواد عایق،ضد حریق و تا حدی به عنوان یک روان‌کننده مورد استفاده قرار می‌گیرد.
نام موسکوویت از شیشه‌های موسکوی (Muscovy glass ) برگرفته شده‌است.دلیل این نامگذاری این است که در گذشته در کشور روسیه از این کانی برای ساختن پنجره استفاده می شد.